# اندیس عقان
عقان یک اندیس فلزی است که در حوالی شهر رودبار استان قزوین قرار دارد و مادهٔ معدنی موجود در آن، مس است.  